# Fatu Huku
Fatu Huku (en marquesà del sud Fatu’uku) és una illa de les Marqueses, a la Polinèsia Francesa. Està situada en el grup sud de l'arxipèlag, inclosa en la comuna d'Hiva Oa que es troba a 20 km al sud. Les seves coordenades són: 9° 26′ S, 138° 55′ O / 9.433°S,138.917°O.
L'illa és petita i deshabitada, amb una superfície d'1 km². Consisteix en una plana elevada de 361 m d'altitud. Una llegenda explica que abans era una illa fèrtil i verda. Tanaoa, déu dels pescadors, va capgirar l'illa i així s'explica l'existència de corall en el centre de l'illa.
Fatu Huku va ser descoberta per l'anglès James Cook, el 1774. L'anomenà Hood, nom del mariner de 16 anys que va ser el primer a veure-la, Alexander Hood.